# 蘇震清
蘇震清（1965年2月2日—），前民主進步黨黨員，屏東縣長治鄉繁昌村人，畢業於國立屏東科技大學農企管碩士、世界新聞專科學校公共關係科、屏東高中。父親為蘇嘉川，曾擔任長治鄉代會副主席、長治農會理事長，三叔為前總統府秘書長暨現任台灣日本關係協會會長蘇嘉全。2020年以獨立參選人的身分再度當選立委，不久後因涉及SOGO案被法院裁定收押禁見而被民進黨停權，2021年2月26日宣佈退黨。2022年7月6日台北地方法院依《貪污治罪條例》等罪判涉案立委均有罪，其中蘇震清判刑10年、褫奪公權4年。

## 早期生涯
蘇震清出身於屏東縣長治鄉繁昌村，家中排行老大，父母在市場擺攤賣豬肉，所以成長過程經常必須幫忙家中在市場裡的生意。求學期間最喜愛的運動是排球，是一位傑出的排球運動員。
蘇震清退伍之後，1993年受聘於當時還是立法委員的蘇嘉全，擔任助理及秘書的工作，在地方服務近十年。

## 屏東縣議員時期
2002年蘇震清以民進黨員身分投入縣市議員選舉，在屏東縣第二選區八名席次中，得票數6,407以第六名當選。
2005年競選連任，囊括15,408張選票，打破屏東縣議員選舉最高得票數的紀錄。

## 立法委員時期

### 第七屆立委選舉 擊敗三屆立委蔡豪
2008年蘇震清轉戰第七屆立法委員選舉，該次選舉也是首次採用單一選區兩票制。蘇震清在屏東第一選區挑戰已擔任三屆立委的蔡豪，當時泛綠亦有藍群傑從台灣團結聯盟退黨參選。在民進黨聲勢低落、面臨選票分散的情況下，蘇震清終以4,726張選票的微小差距，贏得第七屆立法委員選舉屏東第一選區的席次，成功進軍國會。

### 第八屆立委選舉 囊括94,538張選票
2012年蘇震清競選連任，此次選舉囊括94,538張選票，擊敗其他三位候選人，得票數較上屆選舉增加31,085張選票，顯示他在地方的耕耘以及國會的問政深受選民肯定。

### 第九屆立委選舉 得票率破七成
2016年第九屆立法委員選舉，蘇震清的得票率及得票數更一舉衝破七成及十萬大關，總得票數達101,894，成功連任，在選區內擁有極高人氣和支持度。

### 第十屆立委選舉 轉戰選區亦當選
2020年第十屆立法委員選舉，因中選會公告選區調整，屏東三個選區合併為第一及第二選區。蘇震清在黨內初選階段考量黨內團結及和諧，禮讓第一選區給同黨的鍾佳濱參選。在爭取不分區未果後，黨內安排將原第三選區的莊瑞雄列入不分區立委名單、而蘇震清轉戰屏東第二選區，但因民進黨先前決議在該區不提名、不徵召，由此蘇震清報備以無黨籍參選，主要對手是中國國民黨籍屏東縣議長周典論的女兒周佳琪，最終以獲得107,956票（得票率46.98%）小贏對手16,000多票並且順利連任。

## 選舉紀錄
| 年度 | 選舉屆數               | 選舉區                          | 所屬政黨   | 得票數  | 得票率 | 當選標記   | 備註 |
| ---- | ---------------------- | ------------------------------- | ---------- | ------- | ------ | ---------- | ---- |
| 2002 | 第十五屆屏東縣議員選舉 | 屏東縣第二選舉區                | 民主進步黨 | 6,407   | 8.01%  |            |      |
| 2005 | 第十六屆屏東縣議員選舉 | 屏東縣第二選舉區                | 民主進步黨 | 15,408  | 18.71% |            |      |
| 2008 | 第七屆立法委員選舉     | 屏東縣第一選舉區 （2008－2016） | 民主進步黨 | 63,453  | 46.91% |            |      |
| 2012 | 第八屆立法委員選舉     | 屏東縣第一選舉區 （2008－2016） | 民主進步黨 | 94,538  | 58.21% |            |      |
| 2016 | 第九屆立法委員選舉     | 屏東縣第一選舉區 （2008－2016） | 民主進步黨 | 101,894 | 70.00% |            |      |
| 2020 | 第十屆立法委員選舉     | 屏東縣第二選舉區                | 無黨籍     | 107,956 | 46.98% | 選舉區重劃 |      |

## 爭議

### 立法院襲胸事件
2016年10月5日，立法院社會福利及衛生環境委員會排定初審一例一休修法案，藍綠立委在主席台前爆發激烈衝突，蘇震清與國民黨籍立委許淑華發生推擠。許淑華表示，推擠的當下，蘇震清確實有伸手往她的胸前壓，因為力道很大，當然有感覺，當下就向蘇震清反應，不要碰到她的身體；蘇當下則回嗆「誰要摸妳啊，妳以為自己多美？騙肖仔」，更回嗆「妳以為你們（國民黨立委）很帥很漂亮喔？」事後許為蘇緩頰，認為蘇震清不是刻意要吃豆腐。蘇震清事後則表示，因許身高較高，手的位置剛好在那裡；並說自己應該比涉入性騷擾案件的太陽花學運領袖陳為廷帥。

### 鎖喉事件
2016年10月27日，立法院衛環委員會審查一例一休的《勞動基準法修正草案》，藍綠立委爆發衝突、大打出手，在議事錄確認衝突中，蘇震清用「鎖喉功」一路將國民黨立委陳宜民從議事桌上推翻倒到地上，之後被送往醫務室就醫。陳宜民事後表示將保留法律追訴權。

### 動手強制架離徐永明事件
2017年11月20日，立法院衛環與經濟委員會聯席審查「一例一休」勞基法修法，時代力量立委徐永明質疑「復議期未過就進行初審」而癱瘓議程，徐永明遭蘇震清及民進黨立委陳明文動手強制拉開架離。

### 控告週刊誹謗
2019年4月24日，鏡週刊報導，蘇震清疑似捲入誠美材料科技掏空案，誠美材副董事長葉美麗接受檢調偵訊時供稱她名下的郡宏光電股票多是幫蘇震清買的，已遭檢調查扣的葉美麗與蘇震清所簽密約顯示「蘇震清透過女助理當人頭持股，股價拉高後再回賣給誠美材子公司」。蘇震清駁斥鏡週刊報導不實，前往台北地檢署控告鏡週刊「妨害名譽罪」。
蘇震清屏東服務處助理賴麗團炒股票，26天獲利3,000萬。賣股給賴麗團的葉美麗交保500萬，買股票的賴麗團交保30萬。民進黨主席卓榮泰無法排蘇震清進不分區名單，蘇震清在屏東用無黨籍參選，本要參選的莊瑞雄被安排至民進黨不分區第十名，最終兩人均當選。

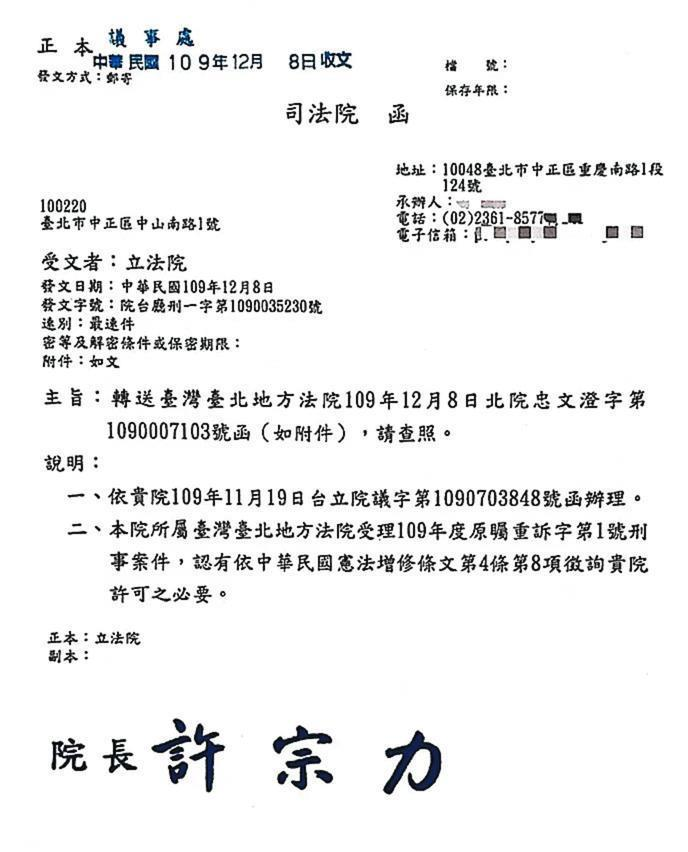
司法院「院台廳刑一字第1090035230號函」正本，受文者為立法院，徵詢立法院同意延長羈押立法委員蘇震清、廖國棟

### 涉及集團收賄施壓修法
2020年7月31日，檢調單位懷疑前太平洋流通董事長李恆隆涉嫌為了搶回太平洋崇光百貨經營權，從2013年起長期行賄蘇震清、陳超明、廖國棟、陳唐山、徐永明等5名現任、卸任立委，金額從新台幣10多萬到上千萬元不等；另外，立委趙正宇則涉嫌收賄，幫殯葬業者向官員施壓變更陽明山私有地。
2020年8月2日，台北地方法院裁定蘇震清、廖國棟、陳超明以及蘇震清辦公室主任余學洋羈押禁見，不過4人提出抗告。8月7日，臺灣高等法院駁回4人抗告，並裁定其「不得再提抗告」，原因在於疑似有人事先洩密給李恆隆，還有4人恐有串供之虞，因此確定羈押禁見2個月。 
2020年12月11日，蘇震清代表律師遞狀控訴，相關檢察官、書記官涉嫌變造湮滅證據、偽造文書等罪。
2021年1月29日，蘇震清在繳納1,000萬新台幣保釋金後被釋放。
2022年7月6日，蘇震清涉嫌貪瀆案件遭台北地方法院判刑10年徒刑，褫奪公權5年。蘇也因此無法再競選連任。

## 外部連結
- 蘇震清在立法院資料 （页面存档备份，存于）
- 蘇震清立委-我們承擔起責任 （页面存档备份，存于）粉絲專頁
- YouTube上的蘇震清頻道